# Down Under
Down Under is een nummer van de Australische band Men at Work. Het nummer verscheen op hun debuutalbum Business as Usual uit 1981. Op 9 november van dat jaar werd het nummer in Australië en Nieuw-Zeeland uitgebracht als de tweede single van het album. In Europa, de Verenigde Staten en Canada werd de single op 5 maart 1982 uitgebracht.

## Achtergrond
Down Under werd voor het eerst uitgebracht als de B-kant van de single Keypunch Operator, het Australische debuut van Men at Work voordat zij een platencontract tekenden bij Columbia Records. Deze versie heeft een iets langzamer tempo en arrangement dan latere versies. De versie die het bekendst werd, werd uitgebracht in november 1981 als de tweede single van het debuutalbum Business as Usual. Oorspronkelijk werd deze single enkel in Australië en Nieuw-Zeeland uitgebracht, maar na het grote succes van de single in deze landen (de nummer 1-positie) werd de plaat op 5 maart 1982 ook uitgebracht in Europa, de Verenigde Staten en Canada, waarbij de single de nummer 1-positie behaalde in de Verenigde Staten, Canada, het Verenigd Koninkrijk, Ierland en Zwitserland.
De tekst van Down Under gaat over een Australische man die een wereldreis maakt en hier een aantal mensen ontmoet die geïnteresseerd zijn in zijn thuisland. Het verhaal is deels gebaseerd op de eigen ervaringen van zanger en co-auteur van het nummer Colin Hay. Tevens wordt er in het nummer veel gebruik gemaakt van slang. Zo luidt de eerste regel "travelling in a fried-out Kombi, on a hippie trail, head full of zombie", waarbij "fried-out" oververhit betekent, Kombi refereert aan een Volkswagen Type 2-busje en "a head full of zombie" inhoudt dat er marihuana is gebruikt.
Over de algehele betekenis van de tekst vertelde Hay in een interview: "Het refrein gaat eigenlijk over de 'verkoop' van Australië op een aantal manieren, de over-ontwikkeling van het land. Het is een nummer over het verlies van de geest van het land. Eigenlijk gaat het over het plunderen van het land door hebzuchtige mensen. Uiteindelijk juichen we het land toe, maar niet op een nationalistische manier en niet terwijl we met vlaggen zwaaien. Het is meer dan dat."
In de videoclip van het nummer wordt de tekst op een komische manier uitgebeeld. Zo rijdt de band rond in een Volkswagen-busje, eten zij muesli met een onbekende vrouw, eten en drinken zij in een café en liggen zij in een opiumkit. De buitenopnamen van de videoclip werden gefilmd in de zandduinen van Cronulla in Sydney. Aan het einde van de clip draagt de band een grafkist door de duinen. Hay vertelde hierover dat het een waarschuwing was aan zijn landgenoten dat de identiteit van het land was "gestorven" als resultaat van over-ontwikkeling en Amerikanisering. In Nederland werd de videoclip destijds op televisie uitgezonden door de popprogramma's AVRO's Toppop en Countdown van Veronica.
De plaat werd wereldwijd een hit en bereikte in thuisland Australië, Nieuw-Zeeland, de Verenigde Staten, Canada, Ierland, het Verenigd Koninkrijk en Zwitserland de nummer 1-positie.
In Nederland werd de plaat op maandag 1 maart 1982 door dj Frits Spits en producer-invaller Tom Blomberg in het radioprogramma De Avondspits verkozen tot de 184e NOS Steunplaat van de week op Hilversum 3 en werd een gigantische hit in de destijds drie landelijke hitlijsten op de nationale publieke popzender. De plaat bereikte de 2e positie in zowel de Nederlandse Top 40, Nationale Hitparade als de TROS Top 50. In de Europese hitlijst op Hilversum 3, de TROS Europarade, werd de 12e positie bereikt.
In België bereikte de plaat de 6e positie in zowel de voorloper van de Vlaamse Ultratrop 50 als de Vlaamse Radio 2 Top 30. In Wallonië werd géén notering behaald.
Men at Work speelde Down Under tijdens de sluitingsceremonie van de Olympische Zomerspelen van 2000, die in Sydney werden gehouden. In 2001 werd de plaat op de vierde plaats gezet van de dertig beste Australische platen uit de laatste 75 jaar. In 2006 zette de Amerikaanse tv-zender VH1 de plaat op de 96e plaats van de honderd beste platen uit de jaren '80.
In 2009 werd een rechtszaak aangespannen tegen Men at Work omdat de bekende fluitmelodie aan het begin van het Down Under gekopieerd zou zijn uit het Australische kinderliedje Kookaburra, een nummer waarvan de rechten worden beheerd door Larrikin Music. Op 4 februari 2010 besloot de rechter uiteindelijk dat dit inderdaad het geval was. De band moest Larrikin uiteindelijk vijf procent van de opbrengsten van het nummer vanaf 2002 betalen. Hay vertelde naderhand dat hij dacht dat het overlijden van zowel zijn vader Jim in 2010 als dat van Men at Work-fluitist Greg Ham in 2012 direct gelinkt zijn aan de stress van de rechtszaak. In 2012, dertig jaar na de originele uitgave van Down Under, maakte Hay een nieuwe versie van het nummer voor een reclamespot tijdens de Olympische Zomerspelen van 2012 in Londen, waarin hij expres de fluitsolo veranderde.
Sinds de allereerste editie in december 1999 staat de plaat onafgebroken genoteerd in de jaarlijkse NPO Radio 2 Top 2000 van de Nederlandse publieke radiozender NPO Radio 2, met als hoogste notering een 188e positie in 2000.

## Hitnoteringen

### Nederlandse Top 40
| Hitnotering: 27-03-1982 t/m 05-06-1982 | Hitnotering: 27-03-1982 t/m 05-06-1982 | Hitnotering: 27-03-1982 t/m 05-06-1982 | Hitnotering: 27-03-1982 t/m 05-06-1982 | Hitnotering: 27-03-1982 t/m 05-06-1982 | Hitnotering: 27-03-1982 t/m 05-06-1982 | Hitnotering: 27-03-1982 t/m 05-06-1982 | Hitnotering: 27-03-1982 t/m 05-06-1982 | Hitnotering: 27-03-1982 t/m 05-06-1982 | Hitnotering: 27-03-1982 t/m 05-06-1982 | Hitnotering: 27-03-1982 t/m 05-06-1982 | Hitnotering: 27-03-1982 t/m 05-06-1982 | Hitnotering: 27-03-1982 t/m 05-06-1982 |
| Week                                   | 1                                      | 2                                      | 3                                      | 4                                      | 5                                      | 6                                      | 7                                      | 8                                      | 9                                      | 10                                     | 11                                     |                                        |
| -------------------------------------- | -------------------------------------- | -------------------------------------- | -------------------------------------- | -------------------------------------- | -------------------------------------- | -------------------------------------- | -------------------------------------- | -------------------------------------- | -------------------------------------- | -------------------------------------- | -------------------------------------- | -------------------------------------- |
| Nummer                                 | 38                                     | 16                                     | 7                                      | 4                                      | 3                                      | 2                                      | 2                                      | 4                                      | 10                                     | 26                                     | 39                                     | uit                                    |

### Nationale Hitparade
| Hitnotering: 27-03-1982 t/m 05-06-1982 | Hitnotering: 27-03-1982 t/m 05-06-1982 | Hitnotering: 27-03-1982 t/m 05-06-1982 | Hitnotering: 27-03-1982 t/m 05-06-1982 | Hitnotering: 27-03-1982 t/m 05-06-1982 | Hitnotering: 27-03-1982 t/m 05-06-1982 | Hitnotering: 27-03-1982 t/m 05-06-1982 | Hitnotering: 27-03-1982 t/m 05-06-1982 | Hitnotering: 27-03-1982 t/m 05-06-1982 | Hitnotering: 27-03-1982 t/m 05-06-1982 | Hitnotering: 27-03-1982 t/m 05-06-1982 | Hitnotering: 27-03-1982 t/m 05-06-1982 | Hitnotering: 27-03-1982 t/m 05-06-1982 |
| Week                                   | 1                                      | 2                                      | 3                                      | 4                                      | 5                                      | 6                                      | 7                                      | 8                                      | 9                                      | 10                                     | 11                                     |                                        |
| -------------------------------------- | -------------------------------------- | -------------------------------------- | -------------------------------------- | -------------------------------------- | -------------------------------------- | -------------------------------------- | -------------------------------------- | -------------------------------------- | -------------------------------------- | -------------------------------------- | -------------------------------------- | -------------------------------------- |
| Positie                                | 19                                     | 14                                     | 6                                      | 5                                      | 3                                      | 2                                      | 3                                      | 4                                      | 10                                     | 11                                     | 28                                     | uit                                    |

### TROS Top 50
Hitnotering: 25-03-1982 t/m 03-06-1982. Hoogste notering: #2 (2 weken).

### TROS Europarade
Hitnotering: 02-05-1982 t/m 30-05-1982. Hoogste notering: #12 (1 week).

### NPO Radio 2 Top 2000
| Nummer met noteringen in de NPO Radio 2 Top 2000 | '99 | '00 | '01 | '02 | '03 | '04 | '05 | '06 | '07 | '08 | '09 | '10 | '11 | '12 | '13 | '14 | '15 | '16 | '17 | '18 | '19 | '20 | '21 | '22 | '23 | '24 |
| ------------------------------------------------ | --- | --- | --- | --- | --- | --- | --- | --- | --- | --- | --- | --- | --- | --- | --- | --- | --- | --- | --- | --- | --- | --- | --- | --- | --- | --- |
| Down Under                                       | 229 | 188 | 285 | 206 | 237 | 336 | 344 | 406 | 598 | 364 | 586 | 619 | 598 | 505 | 421 | 570 | 558 | 642 | 518 | 517 | 563 | 568 | 635 | 622 | 671 | 790 |

1. ↑  Een vetgedrukt getal geeft de hoogste notering aan.